# Lista de viagens presidenciais de Fernando Collor
Essa é uma lista das viagens presidenciais de Fernando Collor, o 32º Presidente do Brasil, empossado em 15 de março de 1990. Nesta lista constam as viagens de caráter diplomático realizadas por Collor desde a sua posse, em 1990, até a sua renúncia em 29 de dezembro de 1992.
Em pouco mais de dois anos, o então presidente fez 20 viagens presidenciais ao longo de seu mandato para 20 países diferentes, além de uma viagem à Antártida. Priorizou visitas à países da Europa Ocidental e vizinhos da América do Sul.

## Resumo
Abaixo a quantidade de visitas do presidente Collor para cada país.
- uma visita:

Angola, Antártida, Áustria, Bolívia, Colômbia, Japão, México, Moçambique, Namíbia, Noruega, Portugal, Suécia, Tchecoslováquia, Vaticano, Venezuela e Zimbábue
- duas visitas:

Argentina, Espanha, Itália e Paraguai
- três visitas:

Estados Unidos

## 1990[2]
|   | País            | Cidade/Região                    | Período                                | Notas |
| - | --------------- | -------------------------------- | -------------------------------------- | --- |
| 1 | Paraguai        | Assunção                         | 04 de junho de 1990                    | Primeira visita de Estado como presidente do Brasil. Encontro com o presidente Andrés Rodríguez.                                                        |
| 2 | Itália          | Roma                             | 06 a 11 de junho de 1990               | |
| 3 | Argentina       | Buenos Aires                     | 05 e 06 de julho de 1990               | Visita de trabalho. Assinatura da Ata de Buenos Aires junto ao presidente Carlos Menem.                                                                 |
| 4 | Estados Unidos  | Nova Iorque, Chicago e New Haven | 22 de setembro a 02 de outubro de 1990 | Abriu com o tradicional discurso a edição anual da Assembleia Geral das Nações Unidas e da Cúpula Mundial pela Criança. Visitou a Universidade de Yale. |
| 4 | Tchecoslováquia | Praga                            | 22 de setembro a 02 de outubro de 1990 | [ 4 ] |
| 5 | Venezuela       | Caracas                          | 11 a 13 de outubro de 1990             | Participou da 4ª Cúpula de Chefes de Estado do Grupo do Rio. Encontro com o presidente Carlos Andrés Pérez.                                             |
| 6 | Portugal        | Lisboa                           | 21 a 26 de outubro de 1990             | Visita de Estado. Encontro com o presidente Mário Soares.                                                                                               |
| 7 | Japão           | Tóquio                           | 08 a 15 de novembro de 1990            | Participou da cerimônia de entronização do novo Imperador do Japão, Akihito.                                                                            |

## 1991[2]
|    | País               | Cidade/Região        | Período                      | Notas |
| -- | ------------------ | -------------------- | ---------------------------- | --- |
| 8  | Antártida          | Ilha do Rei George   | 19 a 21 de fevereiro de 1991 | Visita aos cientistas brasileiros que fazem pesquisas no continente através da Base Antártica Comandante Ferraz. |
| 9  | Paraguai           | Assunção             | 26 e 27 de abril de 1991     | Participou da cerimônia de assinatura do Tratado para a Constituição do Mercado Comum do Sul — MERCOSUL. |
| 10 | Espanha            | Madrid               | 14 a 19 de maio de 1991      | |
| 11 | Suécia             | Estocolmo            | 03 a 06 de junho de 1991     | |
| 11 | Noruega            | Oslo                 | 06 e 07 de junho de 1991     | [ 5 ] |
| 12 | Estados Unidos     | ?                    | 17 a 21 de junho de 1991     | |
| 13 | México             | Guadalajara          | 17 a 19 de julho de 1991     | Participou da Reunião de Cúpula de Chefes de Estado da Conferência Ibero-Americana. |
| 14 | Angola             | Luanda               | 07 a 14 de setembro de 1991  | Visita de Estado. |
| 14 | Zimbábue           | Harare               | 07 a 14 de setembro de 1991  | Visita de Estado. |
| 14 | Moçambique         | Maputo               | 07 a 14 de setembro de 1991  | Visita de Estado. |
| 14 | Namíbia            | Windhoek             | 07 a 14 de setembro de 1991  | Visita de Estado. |
| 15 | Estados Unidos     | Nova Iorque          | 20 a 23 de setembro de 1991  | Participou da tradicional abertura da Assembleia Geral das Nações Unidas. |
| 16 | Colômbia           | Cartagena das Índias | 01 a 03 de dezembro de 1991  | Participou da Reunião de Cúpula de Chefes de Estado do Grupo do Rio. Encontro com o presidente César Gaviria. |
| 17 | Itália             | Roma                 | 10 a 13 de dezembro de 1991  | Chegada pelo Aeroporto Internacional de Roma. |
| 17 | Cidade do Vaticano | Cidade do Vaticano   | 10 a 13 de dezembro de 1991  | Encontrou-se com sua santidade, o papa João Paulo II. |
| 17 | Áustria            | Viena                | 10 a 13 de dezembro de 1991  | Participou da cerimônia de assinatura do histórico Acordo Quadripartite de Salvaguardas entre o Brasil, a Argentina, a Agência Brasil-Argentina de Controle de Material Nuclear - ABAC e a AIEA, na sede da Agência Internacional de Energia Atômica - AIEA. |

## 1992[2]
|    | País      | Cidade/Região | Período                  | Notas |
| -- | --------- | ------------- | ------------------------ | --- |
| 18 | Argentina | Las Leñas     | 25 a 28 de junho de 1992 | Participou da 2ª Reunião de Cúpula dos Chefes de Estado do MERCOSUL. |
| 19 | Espanha   | ?             | 22 a 26 de julho de 1992 | Visita ao Reino da Espanha. |
| 20 | Bolívia   | La Paz        | 17 de agosto de 1992     | Visita de Estado. Encontro com o presidente Jaime Paz Zamora. Assinatura de acordos para a compra de gás natural boliviano e para a construção de gasoduto de três mil quilômetros interligando os dois países. |